# Le Fou d'Elsa
 (septembre 2011).
Si vous disposez d'ouvrages ou d'articles de référence ou si vous connaissez des sites web de qualité traitant du thème abordé ici, merci de compléter l'article en donnant les références utiles à sa vérifiabilité et en les liant à la section « Notes et références ».
Le Fou d'Elsa est un recueil de poèmes de Louis Aragon publié en 1963.

## Analyse de l'œuvre
Elle prend place dans sa biographie d'intellectuel engagé pour couvrir sa lecture de la période de décolonisation, marquée à la fin des années 1950 par la guerre d'Algérie, qui a suivi la Libération.
Le Fou d'Elsa reflète un immense engagement intellectuel de Louis Aragon pour s'approprier la culture et l'histoire du monde arabe et musulman et pour comprendre sa relation au monde chrétien et au monde moderne. Les poèmes de Louis Aragon dans Le Fou d'Elsa sont sertis dans une narration biographique et une analyse sociologique et historique relatant l'Andalousie dominée par les musulmans.
Le Fou d'Elsa comprend aussi une dimension théâtrale. Il met en scène, dans le contexte dramatique de la chute de Grenade, en 1490-1492, coïncidant avec la découverte de l'Amérique, la société andalouse, mêlant musulmans et juifs pétris de rationalisme. La chute de Grenade est un moment charnière de l'histoire moderne, celui de la montée politique de la chrétienté, portée par l'Inquisition, et le début de la dépression séculaire dans laquelle s'engageait le monde arabe et musulman, achevée par sa colonisation.
Aujourd'hui, Le Fou d'Elsa reste un recueil de poème d'une extraordinaire actualité. Il développe un système de valeurs propice à la coexistence respectueuse et mutuellement enrichissante des civilisations.
C'est dans Le Fou d'Elsa que Louis Aragon mentionne, à deux reprises, que « L'avenir de l'homme est la femme », qui deviendra une célèbre maxime et (après une inversion de l'ordre des mots) le titre de la chanson de Jean Ferrat La femme est l'avenir de l'homme.

### Liens avec l'histoire de Majnoun
Le titre du Fou d'Elsa est une référence à l'histoire de Majnoun et Leila, « majnoun » signifiant « fou » en arabe. Aragon réinvente en effet l'histoire de Majnoun et Leila, transposée à Grenade, mais aussi entre les siècles, puisque Keïs Ibn-Amir An-Nadjidî, le nouveau Medjnoûn, rêve d'une Elsa du futur, et dans ses visions invoque également Federico García Lorca, Don Quichotte, Moïse Maïmonide, Averroès...

## Citations
- Aimer à perdre la raison
- Aimer à n'en savoir que dire
- À n'avoir que toi d'horizon
- Et ne connaître de saison
- Que par la douleur du partir
- Aimer à perdre la raison
- Que ce soit dimanche ou lundi
- Soir ou matin minuit midi
- Dans l'enfer ou le paradis
- Les amours aux amours ressemblent
- C'était hier que je t'ai dit
- Nous dormirons ensemble
- Tout ce que l'homme fut de grand et de sublime
- Sa protestation ses chants et ses héros
- Au-dessus de ce corps et contre ces bourreaux
- À Grenade aujourd'hui surgit devant le crime
- Et cette bouche absente et Lorca qui s'est tu
- Emplissant tout à coup l'univers de silence
- Contre les violents tournent la violence
- Dieu le fracas que fait un poète qu'on tue